# 齐门
齐门是德国图林根州的一个市镇。总面积5.91平方公里，总人口186人（2020年12月31日），人口密度33人/平方公里。